# Yasu (illustratore)
Yasu ( (ヤス?); Naruto, 3 agosto 1984) è un illustratore giapponese.
Ha contribuito nell'illustrazione di varie light novel, manga e videogiochi.

## Opere
Light novel
- Koe de Bakasete yo Baby
- Oto × Maho
- Phantom
- Reverse Brad
- Toradora!
- Watashitachi no Tamura-kun
- Yūkyū Tenbōdai no Kai

Character design nei videogiochi
- Chaos Wars
- Lisa to Isshoni Tairikuōdan!: A-Train de Ikō
- Spectral Glories
- Suzumiya Haruhi no Yakusoku (涼宮ハルヒの約束? lett. La promessa di Haruhi Suzumiya) (assistente)

Manga
- Itsuka Sei Metsubō Syndrome
- Joshiraku (storia di Kōji Kumeta)
- Toradora!

Altro
- Hayate no gotoku Trading Card Game